# Frederic P. Olcott

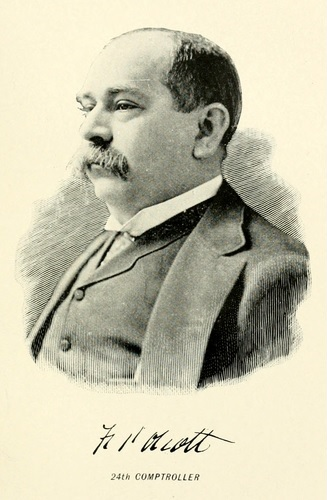
Frederic P. Olcott

Frederic Pepoon Olcott (* 23. Februar 1841 in Albany, New York; † 15. April 1909 in Bernardsville, New Jersey) war ein US-amerikanischer Bankier und Politiker.

## Werdegang
Frederic Pepoon Olcott, elftes und letztes Kind von Thomas Worth Olcott, dem Präsidenten der Mechanics and Farmers Bank und der Mechanics and Farmers Savings Bank of Albany, wurde während der Wirtschaftskrise von 1837 im Albany County geboren und wuchs dort auf. Seine Kindheit war vom Mexikanisch-Amerikanischen Krieg überschattet. Er besuchte die Albany Academy und arbeitete dann in der Bank seines Vaters. Nach dem Bürgerkrieg zog er 1866 nach New York City, wo er Börsenmakler an der Wall Street wurde. Er heiratete Mary Esmay. Das Paar hatte zwei Kinder, einen Sohn namens Dudley Olcott II. und eine Tochter namens Edith, welche mit Barend van Gerbig verheiratet war.
Am 1. Januar 1877 wurde er für die verbleibende Amtszeit von Lucius Robinson zum New York State Comptroller ernannt, der zum Gouverneur von New York gewählt wurde. Bei den Wahlen im Jahr 1877 wurde er für die Demokratische Partei, die German-American Independent und die Bread-Winners' League zum New York State Comptroller gewählt. Bei seiner Wiederwahlkandidatur erlitt er eine Niederlage und schied Ende 1879 aus dem Amt.
Von 1884 bis 1905 war er Präsident der Central Trust Company of New York, welche nach Fusionen und Akquirierungen Teil von JPMorgan Chase wurde. In dieser Funktion war er an der Reorganisierung von vielen Eisenbahnlinien verantwortlich, die in finanziellen Schwierigkeiten steckten, wie der Philadelphia and Reading Railroad, der Brooklyn Elevated Railroad, der Third Avenue Railroad und der Toledo, St. Louis and Western Railroad. Er war auch der Direktor der Delaware, Lackawanna and Western Railroad.
Wegen seiner Opposition gegen William Jennings Bryan, der beschuldigt wurde versucht zu haben die amerikanische Wirtschaft zu zerstören, trat er 1896 zu der Republikanischen Partei über. Er nahm 1900 als Delegierter für New Jersey an der Republican National Convention in Philadelphia (Pennsylvania) teil.
Nachdem er an Herzbeschwerden und chronischer brightscher Krankheit litt, verstarb er 1909 auf seiner Farm in Bernardsville (New Jersey) und wurde dann auf dem Albany Rural Cemetery (Sektion 53, Parzelle 12) beigesetzt.